# Velîki Bubnî, Romnî
Velîki Bubnî (în ucraineană Великі Бубни) este localitatea de reședință a comunei Velîki Bubnî din raionul Romnî, regiunea Sumî, Ucraina. În secolul al XIX-lea, satul făcea parte din volostul Velîki Bubnî, uezdul Romnî.

## Demografie
Componența lingvistică a localității Velîki Bubnî
     Ucraineană (97,36%)
     Rusă (2,41%)
     Alte limbi (0,23%)
Conform recensământului din 2001, majoritatea populației localității Velîki Bubnî era vorbitoare de ucraineană (97,36%), existând în minoritate și vorbitori de rusă (2,41%).